# Próba Schwabacha
Próba Schwabacha (ang. Schwabach test) – subiektywna metoda badania słuchu polegająca na przyłożeniu wprawionego w drgania stroika do wyrostka sutkowego kości skroniowej i określeniu czasu słyszenia dźwięku drogą kostną. Czas ten zwykle wynosi dla normalnie słyszącego ucha w przybliżeniu 20–30 sekund. Może być on też porównywany do czasu słyszenia u osoby zdrowej (np. badającego). Próba została opisana przez niemieckiego otologa Dagoberta Schwabacha (1846–1920) w 1885 roku.
Gdy czas słyszenia stroika u badanego jest znacząco krótszy niż u osoby zdrowej (badającego) świadczy to o czuciowym uszkodzeniu słuchu.